# Igreja Presbiteriana em Ruanda
A Igreja Presbiteriana em Ruanda (em francês Église presbytérienne au Rwanda ou EPR) é uma denominação presbiteriana em Ruanda, fundada em 1907, por missionários da Missão Basel. 
Em 2024, era a maior denominação presbiteriana do país, com cerca de 1.624.823 membros.

## História
Em 1907, missionários protestantes da Missão Basel, se estabeleceram em Ruanda. Depois disso, a Sociedade Missionária Protestante Belga também passou pelo país e deu continuidade a missão anterior. Em 1959 a denominação ganhou a independência e adotou o nome de Igreja Presbiteriana em Ruanda. Desde então, a denominação fortaleceu seu relacionamento com as igrejas holandesas e suíças e, posteriormente, com a Igreja Presbiteriana (EUA) e a Igreja Evangélica na Alemanha. A igreja experimentou um forte crescimento até 1994. Manteve muitas escolas primárias e várias escolas secundárias e profissionais, bem como três hospitais e várias clínicas locais.
A denominação perdeu muitos pastores e membros durante o Genocídio em Ruanda. Desde então, trabalha pela reconciliação entre as diferentes etnias do país.
Em 2004, era a maior denominação reformada do país, com cerca de 120.000 membros, 74 igrejas e 38 pastores. A denominação é conhecida pela administração de clínicas, escolas e outros trabalhos sociais.
Em 2006, a denominação informou ao Conselho Mundial de Igrejas que tinha 300.000 membros, 92 igrejas e 81 pastores.
Em 2010, segundo o Pew Research Center, 93% da população do país era cristã e 4% dos cristãos eram presbiterianos, o que equivalia, naquela época, a cerca de 383.913 pessoas.
Em 2024, a denominação divulgou que era formada por 7 presbitérios, 234 paróquias, com 3.573 congregações, e 1.624.823 membros.

## Relações Inter-eclesiásticas
A denominação faz parte do Conselho Mundial das Igrejas e da Comunhão Mundial das Igrejas Reformadas. Além disso, possui relacionamento próximo com a Igreja Presbiteriana (EUA).